# Данјан Чен
Данјан Чен (кин., упрош. 陈丹燕, енгл. Chen Danyan, пин'јин: Chén Dānyàn, варијанта: Чен Данјан; Пекинг, 18. децембар 1958), је једна од најпознатијих и најпопуларнијих кинеских књижевница данашњице. Већина њених књига има статус бестселера, а неколико је преведено на више светских језика. Шангајска принцеза је њена прва књига преведена на српски језик.

## Биографија и стваралаштво
Рођена је у Пекингу, а као дете се са родитељима преселила у Шангај, где и сада живи и сматрају је једним од живих културних симбола тог града.
Дипломирала је кинеску књижевност на Универзитету у Источној Кини, радила као репортер у магазину за децу; почела је као дечији писац. Њена књига Смрт ученице (1990) уврштена је у 100 најбољих дечијих књига света. На посебно велики одзив читалаца наишле су њене књиге на тему политике једног детета у Кини, о којој је пре ње врло мало писано. За аутобиографски роман Девет живота (1992), о искуствима деце у времену Културне револуције у Кини, добила је Унескову „Награду за мир“, била номинована за „Немачку књижевну награду за младе писце“ 1996. године и била добитник још неколико, не мање важних међународних признања.
Најпознатија је по такозваној Шангајској трилогији коју чине публицистичке књиге: Шангајска меморабилија (1998), Шангајска принцеза (1999) и Шангајска лепотица (2000).
Од 2014. године Данјан Чен је неколико пута боравила у Србији, након чега је објавила више дужних и кратких текстова и два кратка ауторска филма о Србији и њеној историји. Теме филмова су култ кнеза Лазара и Хазарски речник Милорада Павића, који је био њена велика књижевна инспирација. Она је помогла промоцију у Кини нашег нобеловца Иве Андрића, а једна од личности којој се диви је и Гаврило Принцип. Њена последња књига Земља ловаца на снове говори баш о Србији, а на Сајму књига у Шангају у августу 2016, била је једна од најзапаженијих књига.

## Одабрана библиографија

### Романи
- , 1995
- , 1996
- Шангајска меморабилија (Shanghai Memorabilia (上海的风花雪月), 1998)
- Шангајска принцеза (1999)
- Шангајска лепотица (2000)
- , 2002
- , 2003
- , 2006
- Земља ловаца на снове - поднаслов "Географско читање Хазарског речника", ИП "Просвета" и ИК "Византија", у преводу Иване Бабић, Београд 2016 - оригинал на кинеском језику, Пекинг 2016

## Филм
Данјан Чен је обишла и наше манастире о којима је писала у својој новој књизи, као и о Косовском боју, кнезу Лазару и деспоту Стефану. Од кинеске владе Данјан Чен је добила средства за снимање дугометражног документарног филма о Србији, под називом "Тамо где Сава тече". У пројекат се укључила и влада Р. Србије, па је снимање тог филма постало први заједнички пројекат Србије и Кине.